# Antone Belt
Antone „Tone” Belt (ur. 10 lutego 1987 w Bethesda w stanie Maryland) – amerykański lekkoatleta specjalizujący się w skoku w dal, wicemistrz świata juniorów z Pekinu (2006).

## Sukcesy sportowe
- złoty medalista mistrzostw NCAA

| Rok  | Miasto | Zawody                      | Konkurencja | Wynik         |
| ---- | ------ | --------------------------- | ----------- | ------------- |
| 2006 | Pekin  | mistrzostwa świata juniorów | skok w dal  | srebrny medal |

## Rekordy życiowe
- skok w dal (stadion) – 7,95 – Pekin 16/08/2006
- skok w dal (hala) – 7,97 – Fayetteville 09/03/2007
- skok wzwyż – 2,23 – Knoxville 15/04/2006